# Agenția Română pentru Dezvoltarea Durabilă a Zonelor Industriale
Agenția Română pentru Dezvoltarea Durabilă a Zonelor Industriale (ARDDZI) este o instituție publică din România aflată în subordinea Ministerului Economiei, înființată în baza anul 2009, prin reorganizarea Agenției Naționale pentru Dezvoltarea Zonelor Miniere (ANDZM).
Obiectivul agenției îl constituie dezvoltarea durabilă a zonelor afectate de restructurarea industrială și promovarea de noi proiecte în scopul utilizării resurselor și potențialului economico-social cu maximum de valoare adăugată.
ARDDZI a preluat toate responsabilitățile ANDZM pentru implementarea acordului de împrumut dintre România și Banca Internațională pentru Reconstrucție și Dezvoltare pentru finanțarea proiectului privind Închiderea Minelor, Refacerea Mediului și Regenerarea Socio-Economică, semnat la București la 28 ianuarie 2005.
Componenta de regenerare economică și socială, care vizează 386 de localități din 22 de județe ale României, se implementează în perioada 2005 – 2009 și are o valoare de circa 60 milioane dolari.
Proiectul „Închiderea Minelor, Refacerea Mediului și Regenerarea Socio-Economică”, derulat pe perioada iunie 2005 – noiembrie 2009, este o continuare a Proiectului pilot „Închiderea Minelor și Atenuarea Impactului Social”, implementat în perioada 2000 — 2005.